# 四大名助
《四大名助》，是一個大型社交服務類節目。由主持人孟非，搭檔三位嘉賓組成“四大名助”陣容。在節目中通過搞笑與怒罵的討論幫助民眾解決各種苦惱。

## 冠名贊助
湯臣倍健蛋白粉：1～13期
味動力縴益乳酸菌：20～25期
金立M6：28~今

## 播出時間
2016年1月7日開始至同年12月29日，每週四晚21:30在東方衛視播出。

## 第一季
播出時間是從2016年1月7日開始至2016年3月24日(第12期)。

### 節目列表
| 集數 | 日期           | 內容                                              | 苦惱王              | 主持 | 嘉賓                     |
| 1    | 2016年01年07日 | 王祖藍體驗分娩疼痛心疼愛妻                        | 施丹尼(153分)       | 孟非 | 謝依霖、尉遲琳嘉、王祖藍 |
| 2    | 2016年01年14日 | 孟非幫謝依霖征男友 重毒懶癌不愛刷牙驚呆名助       | 楊寶根(168分)       | 孟非 | 謝依霖、尉遲琳嘉、王祖藍 |
| 3    | 2016年01年21日 | 爸爸愛女心切 設圈套考驗即將戀愛男朋友             | 楊寶根(168分)-2連任 | 孟非 | 謝依霖、尉遲琳嘉、王祖藍 |
| 4    | 2016年01年28日 | 郭德綱“下跪”致歉鄭容和粉絲 奇葩閨蜜不讓朋友談戀愛 | 王晨(171分)         | 孟非 | 謝依霖、尉遲琳嘉、郭德綱 |
| 5    | 2016年02年04日 | 不愛說話的老公現場向老婆求婚                      | 王晨(171分)-2連任   | 孟非 | 謝依霖、尉遲琳嘉、郭德綱 |
| 6    | 2016年02年11日 | 新手奶爸陳建州的煩惱                              | 王晨(171分)-3連任   | 孟非 | 謝依霖、尉遲琳嘉、陳建州 |
| 7    | 2016年02年18日 | 孟非怒批極品控制慾男友 黑人大蜘蛛嚇壞謝依霖       | 張凱莉(173票)       | 孟非 | 謝依霖、尉遲琳嘉、陳建州 |
| 8    | 2016年02年25日 | 黃小廚搞怪停不下 謝依霖強抱潔癖女                 | 張凱莉(173票)-2連任 | 孟非 | 謝依霖、尉遲琳嘉、黃磊   |
| 9    | 2016年03年03日 | 小羋月深山讀私塾                                  | 張凱莉(173票)-3連任 | 孟非 | 謝依霖、尉遲琳嘉、黃磊   |
| 10   | 2016年03年10日 | 老太沈迷保健品要和女兒同歸於盡                    | 張凱莉(173票)-4連任 | 孟非 | 謝依霖、尉遲琳嘉、黃舒駿 |
| 11   | 2016年03年17日 | 父親竟讓女兒孤獨終老                              | 夏芸(163分)         | 孟非 | 謝依霖、尉遲琳嘉、黃舒駿 |
| 12   | 2016年03年24日 | 女孩整容成癮 謝依霖遇最小腦殘粉                   | 夏芸(163分)-2連任   | 孟非 | 謝依霖、尉遲琳嘉、陳辰   |

## 第二季
播出時間是從2016年3月31日至2016年6月23日(第24期)。

### 節目列表
| 集數 | 日期           | 內容                                                  | 苦惱王        | 主持 | 嘉賓                     |
| 13   | 2016年03年31日 | 媽媽搶紅包上癮愁壞人                                  | 王琦(175分)   | 孟非 | 謝依霖、尉遲琳嘉、郭德綱 |
| 14   | 2016年04年07日 | 哈韓老媽頻繁換男朋友                                  | 于洋(191分)   | 孟非 | 謝依霖、尉遲琳嘉、郭德綱 |
| 15   | 2016年04年14日 | 佟大為帥氣來襲 現場上演浪漫壁咚                       | 王修修(123分) | 孟非 | 謝依霖、尉遲琳嘉、佟大為 |
| 16   | 2016年04年21日 | 佟大為犀利吐槽火花老爸 謝依霖唱戲曲遭嘲諷             | 羅謙(196分)   | 孟非 | 謝依霖、尉遲琳嘉、佟大為 |
| 17   | 2016年04年28日 | 老公不換內褲不洗臉強詞奪理怪妻子                      | 王丁卉(187分) | 孟非 | 謝依霖、尉遲琳嘉、姜妍   |
| 18   | 2016年05年05日 | 自稱劉德華逼好友絶交                                  | 張福鑫(197分) | 孟非 | 謝依霖、尉遲琳嘉、姜妍   |
| 19   | 2016年05年12日 | 老婆跟人“曖昧”不清 四大名助化身名偵探                 | 王嬌(131分)   | 孟非 | 謝依霖、尉遲琳嘉、姜振宇 |
| 20   | 2016年05年26日 | 謝依霖壓倒尉遲琳嘉大秀吻戲 網紅老媽直播女兒隱私惹煩惱 | 張玉燕(183分) | 孟非 | 謝依霖、尉遲琳嘉、姜振宇 |
| 21   | 2016年06年02日 | 弟弟心懷人魚夢 夫妻成功渡過七年之癢老公“出軌”基友？！ | 殷艷(160分)   | 孟非 | 謝依霖、尉遲琳嘉、姜振宇 |
| 22   | 2016年06年09日 | 老婆婚後暴力調教！                                    | 喬安娜(139分) | 孟非 | 謝依霖、尉遲琳嘉、姜振宇 |
| 23   | 2016年06年16日 | 老公“愛酒”不愛妻                                      | 張思竹(200分) | 孟非 | 謝依霖、尉遲琳嘉、姜振宇 |
| 24   | 2016年06年23日 | 自戀男自比權志龍 評委一致認為像宋小寶                 | 黃蓓(189分)   | 孟非 | 謝依霖、尉遲琳嘉、姜振宇 |

## 第三季
播出時間是從2016年6月30日開始至今。

### 節目列表
| 集數 | 日期           | 內容                                | 苦惱王        | 主持 | 嘉賓                     |
| 25   | 2016年06年30日 | 親姐姐嫌妹妹醜 整容才會有男友       | 曾嘉慧(200分) | 孟非 | 謝依霖、尉遲琳嘉、姜振宇 |
| 26   | 2016年07年07日 | 閨蜜狂秀恩愛 覺得理直氣壯           | 李婧(150分)   | 孟非 | 謝依霖、尉遲琳嘉、姜振宇 |
| 27   | 2016年07年14日 | 老闆要求員工加班 人事主管變全職保母 | 趙佩佩(139分) | 孟非 | 謝依霖、尉遲琳嘉、姜振宇 |
| 28   | 2016年07年21日 | 兒子催吐減肥 不吃不喝也要吐         | 李瓊(195分)   | 孟非 | 謝依霖、尉遲琳嘉、姜振宇 |
| 29   | 2016年07年28日 | 心急老媽花式找女婿 三年相親兩百多次 | 高菲菲(176分) | 孟非 | 謝依霖、尉遲琳嘉、姜振宇 |
| 30   | 2016年08年04日 | 逢酒必喝 不到三十歲病入膏肓也要喝   | 李燦璨(163分) | 孟非 | 謝依霖、尉遲琳嘉、姜振宇 |
| 30   | 2016年08年11日 | 男友愛上女主播 每個月付出一半工資   | 曾婉薇(200分) | 孟非 | 謝依霖、尉遲琳嘉、姜振宇 |

## 爭議
四大名助被质疑抄袭KBS电视台综艺节目大國民脫口秀-你好。2016年1月，KBS电视台发布聲明，要求四大名助立即停播。

## 外部連結
- 四大名助的新浪微博